# Szimirra
Szimirra Nyugat-Szíria jelentős ókori települése, fontossága miatt rendkívül sok néven ismert. Akkádul SU-MU-RU, asszírul Si-mi-ra, egyiptomiul Smr, a Bibliában Zemar, ezeken kívül különböző variációi a Simura, Sumuri, Samuri. A szíriai tengerparton, Fönícia északi szegmensében, Arvád (Tartúsz) és Ugarit között, az előzőtől északra 50, az utóbbitól délre 30 kilométerre, a mai Dzsabla városhoz közel terült el.
Az i. e. 2. évezred egyik legfontosabb kereskedelmi kikötője volt. III. Thotmesz egyiptomi uralkodó után Ehnatonig Egyiptom befolyása alatt áll, majd hettita befolyás alá került.
Földrajzi helyzetéből adódóan gyakran kellett védekeznie Sór, Gubla vagy Amurrú támadásai ellen. Az egyiptomi 18. dinasztia második felében, II. Amenhotep, Ehnaton, Tutanhamon, Ay és Horemheb alatt igen instabil állapotok voltak Föníciában. Az Amarna-levelekben több is akad, amelyik Abímilki agresszióiról számol be. Később is Abímilki utódja, Ríbaddi főhatalma érvényesült. Amurrú vezetésével lázadás tört ki Büblosz ellen, és Abdi-Asratum Amurrúhoz csatolta a várost. Az egyiptomiak visszafoglalták a várost, de Abdi-Asratum fia, Aziru újra elhódította.
A kádesi csata koráig bizonytalan jogállású volt, de inkább Hattuszasz hatalma érvényesült (Bentesina és I. Sausgamuva szerződései ismertek a hettita forrásokból – CTH#92 és CTH#105), annak ellenére, hogy I. Széthi több hadjáratot vezetett a térségben. A kádesi csatát követően a hettiták de facto elhagyták a területet, a hettita-egyiptomi békeszerződésben de iure is lemondtak róla. Amikor egyiptomi fennhatóság alatt volt, akkor a várost rabiszu (katonai elöljáró) vezette.